# Без консервантов (альбом)
Без консервантов - перший студійний альбом російського альтернативного рок-гурту Lumen. Альбом був виданий за час виконання гуртом пісень у жанрах гранж та панк рок.

## Композиції
| #     | Назва                                           | Автор слів | Автор музики | Тривалість |
| ----- | ----------------------------------------------- | ---------- | ------------ | ---------- |
| 1.    | «Сид и Ненси»                                   | Р. Булатов | Lumen        | 3:08       |
| 2.    | «Харакири (Песня Группы 'Гражданская Оборона')» | Є. Лєтов   | Є. Лєтов     | 2:21       |
| 3.    | «Отвалите!»                                     | Р. Булатов | Lumen        | 2:23       |
| 4.    | «Моё Время»                                     | Р. Булатов | Lumen        | 2:21       |
| 5.    | «Кофе»                                          | Р. Булатов | Lumen        | 2:46       |
| 6.    | «Мне В Другую Сторону»                          | Р. Булатов | Lumen        | 4:02       |
| 7.    | «Волк»                                          | Р. Булатов | Lumen        | 3:03       |
| 8.    | «F....k Off!!!»                                 | Р. Булатов | Lumen        | 2:04       |
| 9.    | «Синяя Птица»                                   | Р. Булатов | Lumen        | 2:53       |
| 10.   | «Катёнки»                                       | Р. Булатов | Lumen        | 3:05       |
| 11.   | «Зима»                                          | Р. Булатов | Lumen        | 3:08       |
| 12.   | «Бабочки»                                       | Р. Булатов | Lumen        | 3:41       |
| 13.   | «Дневник»                                       | Р. Булатов | Lumen        | 2:28       |
| 14.   | «Космонавт»                                     | Р. Булатов | Lumen        | 2:57       |
| 15.   | «Выходной»                                      | Р. Булатов | Lumen        | 2:57       |
| 16.   | «Ну и Пусть!»                                   | Р. Булатов | Lumen        | 2:16       |
| 17.   | «Хорошо!»                                       | Р. Булатов | Lumen        | 2:05       |
| 18.   | «Урманга»                                       | народ      | народ        | 2:37       |
| 49:06 |                                                 |            |              |            |

## Музиканти
- Рустем «Тем» Булатов - вокал
- Ігор «Гарік» Мамаєв - гітара, бек-вокал
- Євген «Джон» Огнєв - бас-гітара, бек-вокал
- Денис «Ден» Шаханов - барабани, бек-вокал

## Запрошені музиканти
Тимур Абдрахманов (Тим) - акустична гітара (1)
Даша Єлягіна - скрипка (9)
Влад Саватєєв (D-Rain) - клавішні